# Baie-Trinité
Baie-Trinité est une municipalité du Québec située dans la MRC de Manicouagan sur la Côte-Nord. La ville est nommée en l'honneur de la Sainte Trinité. La population était de 438 habitants en 2021. La principale activité économique est l'exploitation forestière, suivie de la pêche et la transformation des produits de la mer.

## Attraits
Le village est aussi réputé pour ses plages et sa forêt épaisse qui borde le fleuve Saint-Laurent.
Le hameau Les Islets-Caribou est un secteur de Baie-Trinité.
Le phare de Pointe-des-Monts fait également partie de la municipalité de Baie-Trinité, bien que situé à 10 km du village.

## Démographie

### Population
| 1991 | 1996 | 2001 | 2006 | 2011 | 2016 | 2021 |
| ---- | ---- | ---- | ---- | ---- | ---- | ---- |
| 651  | 646  | 604  | 526  | 501  | 407  | 438  |

### Langues
En 2011, sur une population de 420 habitants, Baie-Trinité comptait 98,8 % de francophones et 1,2 % d'innuphones (innu-aimun).

## Administration
Les élections municipales se font en bloc pour le maire et les six conseillers.
| Baie-Trinité Maires depuis 2001                                                                                      |                                      |         |          |
| Élection | Maire                                | Qualité | Résultat |
| 2001 | Donald Thibeault                     |         | Voir     |
| 2005 | Marcel Poulin                        |         | Voir     |
| 2009 | Denis Lejeune                        |         | Voir     |
| 2013 | Denis Lejeune                        | Voir    |          |
| n/d | Victor D'Amours                      |         | Voir     |
| 2017 | Marc Tremblay                        |         | Voir     |
| 2018 | CMQ, Serge Lestage (maire suppléant) | Tutelle |          |
| 2019 | Étienne Baillargeon                  |         | Voir     |
| 2021 | Étienne Baillargeon                  | Voir    |          |
| Élection partielle en italique Depuis 2005, les élections sont simultanées dans toutes les municipalités québécoises |                                      |         |          |

## Galerie

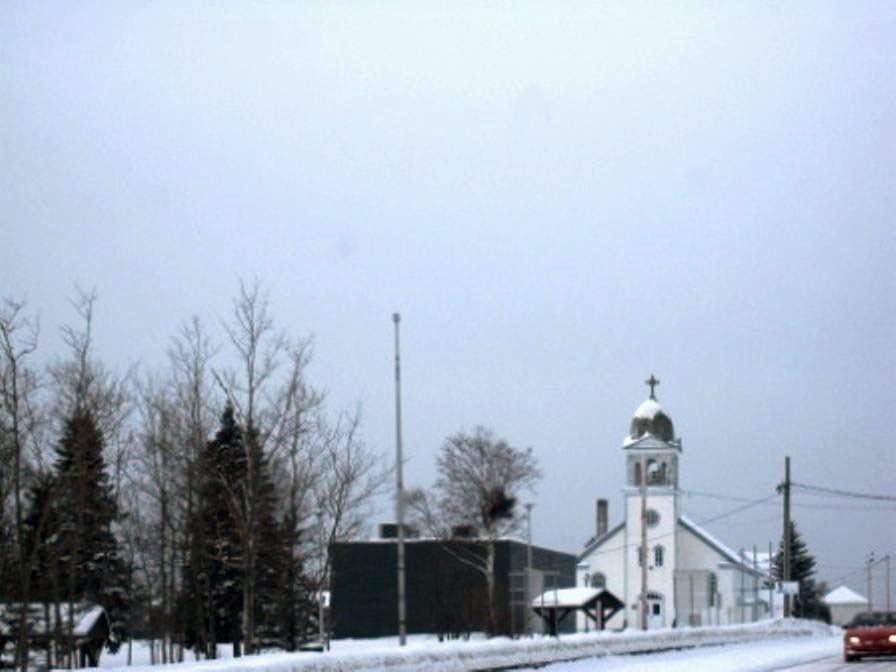
Centre des naufrages.
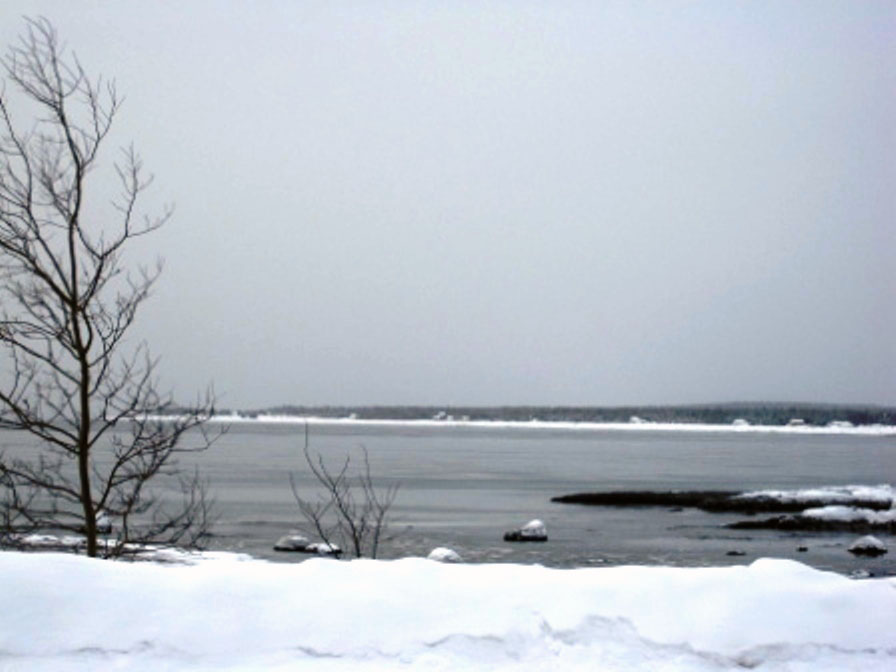
Vue de la section ouest de Baie-Trinité.